# Thiaan
Thiaan is een heterocyclische organische verbinding met als brutoformule C5H10S. De structuur bestaat uit een cyclohexaanmolecule, waarbij 1 koolstofatoom is vervangen door een zwavelatoom. De stof komt voor als een vloeibare tot vaste stof (aangezien het smeltpunt bij 19°C ligt. Indien de stof vast wordt, kristalliseert het uit in een kubisch kristalstelsel.

## Synthese
Thiaan kan bereid worden uit een reactie van 1,5-dibroompentaan en natriumsulfide:
{\displaystyle \mathrm {Br{-}(CH_{2})_{5}{-}Br+Na_{2}S\ \longrightarrow } } {\displaystyle \mathrm {C_{5}H_{10}S+2\ NaBr} }
Een alternatieve bereidingswijze is via een reactie van 5-broom-1-pentaanthiol en een base:
{\displaystyle \mathrm {Br{-}(CH_{2})_{5}{-}SH+NaH\ \longrightarrow } } {\displaystyle \mathrm {C_{5}H_{10}S+NaBr+H_{2}\ } }

## Reacties
Thiaan kan nucleofiel reageren, maar dit enkel in aanwezigheid van goede uitgangsstoffen met de juiste functionele groepen. Organische halogeniden zijn, in aanwezigheid van een zilverzout, hiervoor uitermate geschikt. Hierbij ontstaan zogenaamde tetrahydrothiopyranium-zouten. Onderstaande reactie geeft een voorbeeld met broomazijnzuur:
Het in bovenstaande synthese aangegeven bromide-ion vormt in aanwezigheid van zilverzouten een neerslag, waardoor de reactie afloopt.  Het tegenion van zilver neemt dan de plaats in van bromide. 